# Norbert Herrmann
Norbert Herrmann (* 1943 im schlesischen Lomnitz) ist ein deutscher Mathematiker.

## Leben
Mit seiner Frau Gabriele, einer Mathematik- und Physiklehrerin am Burgdorfer Gymnasium, wohnte er in Immensen, wo ihre Kinder Ruth und Daniel aufgewachsen sind.
1970 legte Herrmann das Staatsexamen Mathematik an der Leibniz-Universität Hannover ab, 1982 wurde er dort bei Helmut Epheser promoviert (Dissertation: Zur Konvergenz des Gitterrostverfahrens) und arbeitete bis 2007 als Akademischer Oberrat am dortigen Institut für Angewandte Mathematik (IfAM). Bekanntheit erlangte seine Kalkulation des Einparkens, dargestellt zum Beispiel in seinem Buch Mathematik ist überall und in der Einleitung seiner Höhere Mathematik für Ingenieure, Physiker und Mathematiker. 2002 erhielt er die Ehrendoktorwürde der britischen Brunel University in Uxbridge.
2008 ließ er sich mit seiner Frau in Meißen nieder. 2014 begleitete das Paar die Sonderausstellung Leonardo da Vincis Maschinen in Meißens Stadtmuseum.
Er ist einer der Mathebotschafter der Stiftung Rechnen.

## Schriften
- mit E. P. Stephan: FEM und BEM, Einführung. Inst. f. Angew. Mathematik, Univ. Hannover, 1991.
- mit J. Siefer, E. P. Stephan, R. Wagner: Mathematik und Umwelt. Theodor Oppermann Verlag Hannover, 1994.
- Höhere Mathematik für Ingenieure I, II, Aufgabensammlung. Oldenbourg Verlag München, 1995.
- Höhere Mathematik für Ingenieure, Physiker und Mathematiker. Oldenbourg Verlag München, 2004, 2. Auflage 2007.
- Mathematik ist überall. Oldenbourg Verlag München, 2005, 2. Aufl. 2005, 3. Aufl. 2007, 4. Aufl. 2013.
- Können Hunde rechnen? Oldenbourg Verlag München, 2007.
- Mathematik ist wirklich überall. Oldenbourg Verlag München, 2009.
- Mathematik für Naturwissenschaftler. Spektrum Verlag Heidelberg, 2012.
- The Beauty of Everyday Mathematics. Springer Verlag Berlin, 2012.
- Mathematik und Gott und die Welt. Springer Spektrum Berlin 2014.
- Mathematik wo Sie sie nicht erwarten. Oldenbourg 2016.